# Helonoma
Helonoma là một chi thực vật có hoa trong họ, Orchidaceae.